# 中飛車
| 9  | 8  | 7  | 6  | 5  | 4  | 3  | 2  | 1  |    |
|    |    |    |    |    |    |    |    |    | 一 |
|    |    |    |    |    |    |    |    |    | 二 |
|    |    |    |    |    |    |    |    |    | 三 |
|    |    |    |    |    |    |    |    |    | 四 |
|    |    |    |    |    |    |    |    |    | 五 |
|    |    | 歩 | 歩 | 歩 |    |    |    | 歩 | 六 |
| 歩 | 歩 | 角 | 銀 |    | 歩 | 歩 | 歩 |    | 七 |
|    |    | 金 |    | 飛 |    | 銀 | 玉 |    | 八 |
| 香 | 桂 |    |    |    | 金 |    | 桂 | 香 | 九 |

中飛車（なかびしゃ、英: Central Rook）は、将棋の戦法の一つである。振り飛車戦法に分類される。先手であっても後手であっても、飛車を5筋（中央の列、初期状態で玉将がいる列）に振る。

## 概要
名称の由来は、飛車を盤面中央の5筋に振るところからである。初心者が初めて指す戦法として古来有名であり、また歴史の深い戦法である。現存最古の将棋の図面である松平家忠の「家忠日記」でも中飛車は採用されており、「中飛車は玉の頭に尻を乗せ」という古川柳があるほどである。元々は初心者の戦法であったため「下手の中飛車」の異名があり軽視されてきたが、戦後松田茂行のツノ銀中飛車の創案によりプロ棋戦にも登場するような戦法へと発展した。
かつては振り飛車といえば、中飛車＜四間飛車＜三間飛車＜向かい飛車の順で攻撃の要素が強くなるとされ、中飛車は守備に重きをおいた戦法とされていた。実際、ツノ銀中飛車は千日手も辞さないほど守勢の戦法である。しかしゴキゲン中飛車が登場し、より攻撃に重点をおく戦法が知られて爆発的に研究が進んだ（プロ・アマ問わず、攻める戦法は守る戦法よりも研究が進む傾向がある）。なお、角行・桂馬などを有効に使用できる戦法なので破壊力が高く、相手も中飛車で対抗すると総力戦となることが多い。
中飛車全体の特徴として、飛車を5八（後手は5二）に振るので左金の活用が難しく、専ら左側を守ることが多い。ほとんどの場合で囲いに左金を利用しにくく、囲いが片美濃囲いなどになり固くならないために敵の飛車を自陣へ入れると致命傷になることが多い。そのため、自陣を効率よく守るバランス感覚が必要であるとされる（平目のように、相手が自陣左側に侵入してきても対応可能な戦法もある）。
相振り飛車においては、お互いに玉を右側に囲った場合に飛車の筋が相手玉よりも比較的遠くなり、自陣は左金の活用が難しい上に相手と比べて飛車と玉が接近した形となってしまう欠点がある。そのため他の振り飛車と比べて採用が少なく、逆に三間飛車は中飛車に対する有力な対策とされた。しかし2000年代末ごろに、中飛車にしたうえで玉を居飛車穴熊のように左側へ囲う中飛車左穴熊がアマチュアの間で考案された。2010年代初めごろにはアマチュアや奨励会員の間で流行が始まり、2014年現在ではプロの対局にもしばしば見られるようになっている。

## 中飛車の種別
原始中飛車
別名を「下手の中飛車」と呼び、角道を止めてただ攻めまくるだけの戦法。定跡として相手側の受けが確立しているので、プロ棋戦はおろかアマでも高段者の対局ではまず見られない。
ツノ銀中飛車
昭和中期に松田茂役などにより指されはじめ、大山康晴なども採用した戦法。バランスの良い構えで急戦策に強いが、玉が薄く居飛車穴熊など持久戦策の隆盛により衰退した。
風車
伊藤果創案。ツノ銀中飛車に近い駒組みで、飛車を一番手前の段に引く。
ゴキゲン中飛車
近藤正和考案。角道を止めない振り飛車の一つであり、従来の中飛車に比べて積極的に攻勢をとることが出来る。後手番で多用される戦法であるが、先手番でも応用できる。
5筋位取り中飛車
序盤早々に5筋の位を取る戦法。陣形が伸び伸びして作戦勝ちしやすい。
5五龍中飛車（端角中飛車）
やや特異な戦法で、5筋位取り中飛車に組み、角を端に上げてにらみを利かせるのが趣向である。創案者は漫画家のつのだじろう。王位戦で深浦康市が羽生善治に対して採用したことがある。
カニカニ銀
創始者は児玉孝一。急戦矢倉の一種で、銀将を前線に送り出し、矢倉を組む過程で相手の対応によって中飛車に振る（振らない場合もある）。中飛車に振る場合は5五龍中飛車と同様、攻撃に端角の含みを持っている。原則的に居玉のまま戦うのが特色。
矢倉中飛車
急戦矢倉の一種。主に後手番が相矢倉模様から中飛車に振り直す作戦で、先手が矢倉囲いを完成させる▲7七銀を優先した場合に生じた中央の薄さを突くのが狙いの作戦である。
平目
角道を止めない振り飛車の一つであり、囲いにおいて左金を飛車の下（玉の初期位置）に移動するのが特徴。本来は「香落ち上手の戦法」として知られる。
中飛車左穴熊
中飛車であるが、居飛車のように玉を左側に穴熊に囲う戦法。主に相振り飛車戦で用いられる。
矢倉流中飛車
矢倉規広考案。矢倉中飛車とは全く異なる戦法。
英ちゃん流中飛車
山口英夫考案。5筋の歩を突かないまま中飛車に振る。
銀多伝
「二枚落ち下手の戦法」の代表格。4筋の位を取って上手陣を圧迫し、5筋から攻めていく。
中原飛車
中原誠考案。相掛かりの後、中原囲いに組み、5六飛と振る。